# James McClure
James Howe McClure (Johannesburg, 9 ottobre 1939 – Oxford, 17 giugno 2006) è stato uno scrittore britannico di romanzi gialli.

## Biografia
Nato a Johannesburg il 9 ottobre 1939, è stato insegnante e reporter di cronaca nera a Pietermaritzburg prima d'emigrare nel 1965 in Gran Bretagna e lavorare per il Daily Mail e l'Oxford Mail.
Ha esordito nella narrativa nel 1971 con il romanzo Porcellino a vapore, vincitore di un Gold Dagger e primo capitolo della serie avente per protagonisti il tenente afrikaner Tromp Kramer e il sergente bantu Mickey Zondi che saranno impegnati in altre sette indagini.
È morto il 17 giugno 2006 a Oxford all'età di 66 anni per una malattia respiratoria.

## Opere

### Serie Kramer e Zondi
- Porcellino a vapore (The Steam Pig, 1971), Milano, Rizzoli, 1975
- Sonata a quattro mani (The Caterpillar Cop, 1972), Milano, Garzanti, 1976
- Indagine in bianco e nero (The Gooseberry Fool , 1974), Milano, Garzanti, 1975
- Coppia vincente (Snake, 1975), Milano, Garzanti, 1977 traduzione di Mariapaola Dettore
- The Sunday Hangman (1977)
- The Blood of an Englishman (1980)
- The Artful Egg (1984)
- Il cane che canta (The Song Dog, 1991), Milano, Mondadori, 1992 traduzione di Maria Grazia Bianchi Oddera

### Altri romanzi
- Four and Twenty Virgins (1973)
- Rogue Eagle (1976)
- Imago: A Modern Comedy of Manners (1988)

### Miscellanea
- God It Was Fun (2014)

### Saggi
- Killers: A Companion to the Thames Television Series By Clive Exton (1976)
- Spike Island: Portrait of a British Police Division (1980)
- Cop World: Inside an American Police Force (1984)

## Riconoscimenti
- Gold Dagger: 1971 vincitore con Porcellino a vapore